# 中西裕子
黄金井 裕子（こがねい ゆうこ、1983年12月30日 - 、旧姓：中西）は、東京都出身の競艇選手である。登録番号4282。身長160cm。血液型O型。94期。埼玉支部所属。夫は同じ競艇選手の黄金井力良（登録番号4432）。

## 来歴
小学校5年生から競艇選手になることを夢に持ち、2003年試験に合格しやまと競艇学校に入学、約1年の訓練生生活を経て（リーグ勝率3.75、準優出0）、2004年5月20日に戸田競艇場・一般競走でデビュー（節間成績 6・6・6・6・5・6）。同年8月7日平和島競艇場・一般競走でデビュー初勝利(28走目)、6コースから.08スタートのまくりであった。
結婚後も旧姓での選手登録（中西 裕子）だったが、2021年中途から登録名を黄金井 裕子としている。

## 人物・エピソード
- 東京都立牛込商業高等学校卒業[1]。
- 2005年、ホームグラウンドである戸田競艇場で中西によるバルーンアートの作成、それを子供達にプレゼントするイベントが行われた。過去に、音楽を趣味とする選手が競艇場で演奏するというイベントはいくつかの競艇場で行われた事があるが、選手が競艇場でバルーンアートを作って配るようなイベントは初ではないかと思われる。
- 乗艇用ズボンの脚の部分に、中西が描いた中西自身と支部の後輩2人（原加央理、大澤真菜）の顔のイラストがプリントされてある。
- 趣味はカラオケ[1]。